# 雪蘭多大學

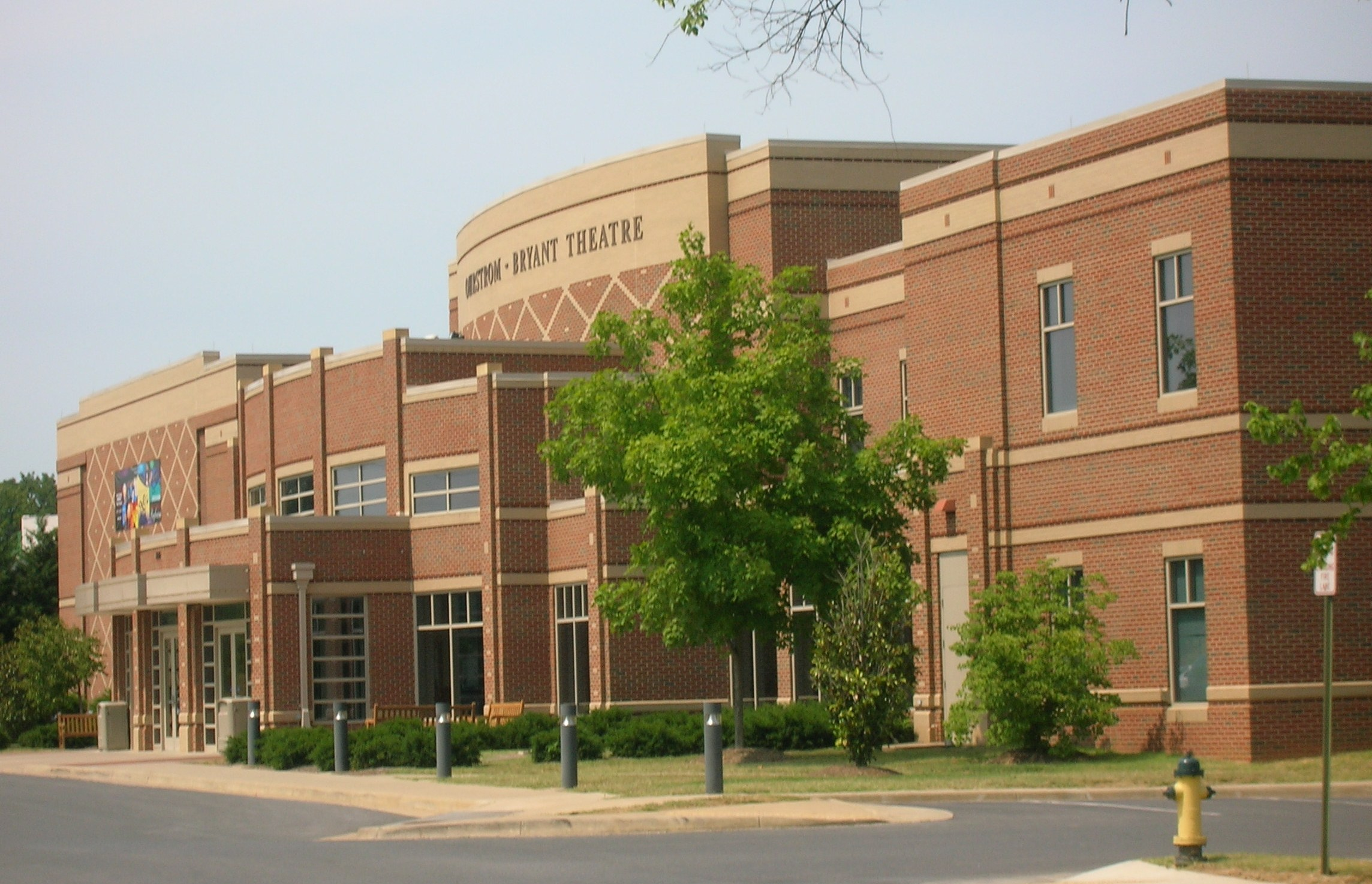
大學劇院

雪蘭多大學（Shenandoah University）是一所位于美国弗吉尼亚州溫徹斯特的私立文理學院，是州内的五所联合卫理公会學院之一，創立於1875年。 2015年《美國新聞與世界報道》將其排在南部地區大學中的第141位。

## 外部連結
- 官方網站 （页面存档备份，存于）
- su.edu/conservatory （页面存档备份，存于）, Shenandoah Conservatory's module
- SU Hornets Shenandoah University Athletics webpage

39°9′58.1″N 78°9′34.3″W / 39.166139°N 78.159528°W